# Tahmoh Penikett
Tahmoh Penikett (Whitehorse, 20 mei 1975) is een Canadees acteur. Hij speelde onder meer Captain Karl 'Helo' Agathon in zowel de miniserie Battlestar Galactica (2003) als in de daaruit voortvloeiende gelijknamige reeks. Sinds februari 2009 is hij te zien als Paul Ballard in Dollhouse.
Penikett stond in 1996 voor het eerst voor de camera voor de televisiefilm Murder on the Iditarod Trail. Toen hij in 2002 opnieuw als acteur aan de slag kon, moest hij zich enkele jaren tevreden stellen met televisiefilms en eenmalige gastrollen in onder meer Dark Angel, Stargate SG-1 en The L Word. Zijn doorbraak volgde in het najaar van 2004. Penikett werd toen gecast als wederkerend personage in zowel Cold Squad als in de miniserie Battlestar Galactica.
De door Penikett gespeelde Ray Chase verdween na elf afleveringen uit Cold Squad en voor zijn personage Karl Agathon uit Battlestar Galactica bestonden eigenlijk ook geen plannen na de miniserie. Kapitein Agathon was niettemin zo goed gevallen bij de kijkers dat hij door de producenten alsnog in de daaropvolgende doorlopende reeks werd opgenomen. Voor Penikett betekende dit een aanstelling in de vaste cast van de serie die voor hem 4,5 jaar en 64 afleveringen duurde. Nog voor hij in maart 2009 voor het laatst als Agathon te zien was, nam Joss Whedon hem vervolgens op in de vaste cast van zijn nieuwe serie Dollhouse

## Filmografie
*Exclusief televisiefilms
- Trick 'r Treat (2008)
- Taming Tammy (2007)
- The Green Chain (2007)
- Trapped Ashes (2006)

## Televisieseries
*Exclusief eenmalige gastrollen
- Castle - Cole Maddox (2012, 1 aflevering)
- Dollhouse - Paul Ballard (sinds februari 2009)
- Battlestar Galactica - Captain Karl 'Helo' Agathon (2004-2009, 64 afleveringen)
- Whistler - Elias Noth (2007, vier afleveringen)
- Smallville - Wes Keenan (2004-2007, drie afleveringen)
- Cold Squad - Det. Ray Chase ( 2004-2005, elf afleveringen)

- International Standard Name Identifier: 0000 0000 5142 6694
- Library of Congress Control Number: no2007120270
- Virtual International Authority File: 41629414
- WorldCat: E39PBJfCCQY9vjCDjqprB6BF8C